# Deutsche Schwimmmeisterschaften 1927
Die 42. deutschen Meisterschaften im Schwimmen fanden im August 1927 in Hannover statt.
Ausrichter war wie schon 1907 der Hannoversche Schwimm-Verein von 1892.
Geschwommen wurde im neu errichteten Lister Bad.
| Disziplin       | Männer             | Männer              | Männer | Frauen         | Frauen               | Frauen |
| Disziplin       | Name               | Verein              | Zeit   | Name           | Verein               | Zeit   |
| --------------- | ------------------ | ------------------- | ------ | -------------- | -------------------- | ------ |
| 100 m Freistil  | August Heitmann    | Magdeburger SC 1896 |        | Reni Erkens    | Amateur Oberhausen   |        |
| 400 m Freistil  | Herbert Heinrich   | Poseidon Leipzig    |        |                |                      |        |
| 1500 m Freistil | Joachim Rademacher | SC Hellas Magdeburg |        |                |                      |        |
| 100 m Brust     | Erich Rademacher   | SC Hellas Magdeburg |        | Hilde Schrader | Magdeburger DSC 1899 |        |
| 100 m Rücken    | Ernst Küppers      | SV Viersen          |        | Anni Rehborn   | Blau-Weiß Bochum     |        |